# Nati nel 1015
| Questa pagina contiene informazioni ricavate automaticamente dalle voci biografiche con l'ausilio del template Bio e di un bot. L'aggiornamento è periodico e automatico e ricostruisce completamente la pagina. Se manca una persona in questa lista, sei pregato di non aggiungerla, ma accertati piuttosto che la sua voce biografica contenga il template Bio e che i dati anagrafici siano correttamente compilati. Se il template Bio manca, inseriscilo tu stesso o, in alternativa, metti l'avviso {{tmp\|Bio}} che ne segnala la mancanza. Se i dati riportati sono sbagliati, correggi direttamente la voce biografica; le modifiche saranno visibili in questa lista entro pochi giorni. Per chiarimenti vedi il progetto biografie. La lista contiene solo le 7 persone che sono citate nell'enciclopedia e per le quali è stato implementato correttamente il template Bio. Pagina aggiornata al 13 gen 2025. |

- Al-Badr al-Jamali, militare e funzionario armeno († 1094)
- Anawrahta, sovrano birmano († 1078)
- Frozza Orseolo, nobildonna italiana († 1071)
- Harald III di Norvegia, re († 1066)
- Michele V il Calafato, imperatore bizantino († 1042)
- Ottone II del Monferrato, sovrano italiano († 1084)
- Roger de Beaumont, nobile normanno († 1094)